# Josefina Romo Arregui
Josefina Romo Arregui (Madrid, 27 de mayo de 1909 - Madrid, 3 de diciembre de 1979) fue una poeta, docente, investigadora y crítica literaria española del siglo XX.

## Trayectoria vital y académica
Estudió el Bachillerato y el doctorado de Filosofía y Letras en Madrid, ampliando sus estudios en Burdeos y siendo pensionada por varias ciudades de Europa. En la universidad se hizo amiga de Alfonsa de la Torre, de quien prologó su libro Égloga, en 1943.
Se licenció y doctoró con Premio Extraordinario en la Facultad de Filosofía y Letras de la Universidad Central de Madrid, con su tesis Núñez de Arce. En 1947 fue catedrática adjunta de Lengua y Literatura españolas y de Literatura hispanoamericana en la Universidad de Madrid y encargada del curso de Literatura Universal. Fueron alumnos suyos Xesús Alonso Montero, Carlos Bousoño, Alfonso Sastre, Alfonso Paso, Lázaro Carreter y Concha Zardoya entre otros. Por la tardes trabajó en el Consejo Superior de Investigaciones Científicas como becaria.
Fundó la revista Alma, junto a Miguel Ángel de Argumosa y editó Cuadernos Literarios (1942-1952). Fue encargada de la colección de poesía fundada por Carmen Conde. En su labor como poeta recitó poemas en las sesiones de "Alforjas para la poesía española" que se celebraron en el Teatro Lara en 1948 junto a otras poetas como Josefina de la Torre, Alfonsa de la Torre y Dolores Catarineu entre otras.
En 1958 emigró a Nueva York alentada por Diana Ramírez de Arellano, que había sido alumna suya. Enseñó Literatura española e hispanoamericana en el City College de la universidad de Nueva York y, a partir de 1963, en la Universidad del Estado de Connecticut. También fue miembro del Centro de Estudios sobre Lope de Vega de la Hispanic Society; consejera de la Revista Interamericana; asesora literaria de la Asociación Puertorriqueña de Escritores y Presidenta Honoraria del Ateneo Portorriqueño de Nueva York.
En 1978 regresó a España gravemente enferma, donde alternó estancias en Villanueva del Pardillo y Mirasierra. Murió un año después. Su cuerpo descansa actualmente en el camposanto pardillano. 

## Obra
Escribió poemarios y trabajos de investigación. Cultivó una poesía de corte tradicional, alejada de la vanguardia, tanto en lo formal (métrica y estrofas) como en el contenido, tendente al tono religioso sin incurrir en una pretensión moralizante. Aparece en la antología de Carmen Conde de 1954 Poesía femenina española viviente.

### Poemarios
- 1932 La peregrinación inmóvil
- 1950 Cántico de María Sola, 1946-1948
- 1955 Isla sin tierra: poema
- 1964 Elegías desde la orilla del triunfo
- 1968 Poemas de América
- 1968 Auto Antología

### Trabajos de investigación
- 1944 Cuentistas españoles de hoy
- 1946 Vida, poesía y estilo de D. Gaspar Núñez de Arce
- 1979  Poetas románticos desconocidos: Concepción de Estevarena, 1854-1876

## Reconocimientos
En la calle Arrieta, número 14 de Madrid hay una placa colocada por la Casa de Puerto Rico en España en el segundo aniversario de su muerte.
En dicha casa vivió antes de trasladarse a Nueva York.
En 2020 la cantante, compositora y pianista Sheila Blanco lanza su álbum de poesía musicalizada Cantando a las poetas del 27 en el que hace un homenaje a la poeta incluyendo el poema, Pétalos, Quiero besarte la risa.
En noviembre de 2023, tras un largo periodo de investigación, la Asociación cultural Memorare homenajeó a la poeta en el "Centro Cultural Tamara Rojo" de Villanueva del Pardillo e inició un proceso de difusión y puesta en valor de su obra. En dicho homenaje, en colaboración con el Ayuntamiento de la localidad, participó, entre otras personalidades, Margarita Bru Romo, sobrina de la poeta. 
Ese mismo año, Editorial Alba  y Editorial Torremozas publicaron parte de las obras de Josefina Romo Arregui.